# Semei

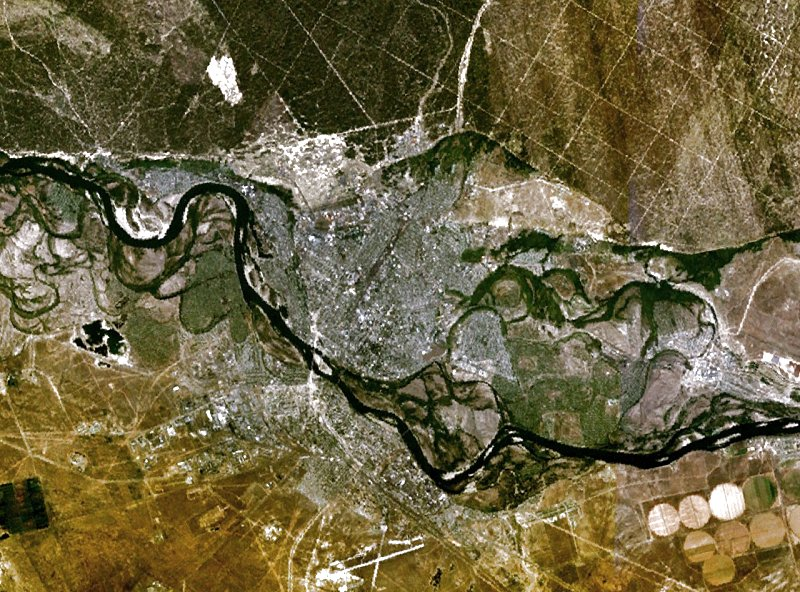
Foto-satélito de Semei

Semei (antiga Semipalatinsk) (em cazaque Семей e em russo Семей) é uma cidade da república do Cazaquistão localizado na (Oblys) Província do Cazaquistão Oriental, na parte nordeste do pais. A cidade foi chamada Semipalatinsk, até 2007. O Rio Irtich, um afluente do rio Ob atravessa a cidade. A cidade abrange cerca de 210 km2.

## Implantação russa
Semei foi fundada em 1718 como praça forte cossaca do exército russo sobre o Rio Irtich, perto de um antigo mosteiro budista em ruínas. Os sete edifícios que constituem o mosteiro foram na origem do nome Semipalatinsk, sem tem por significado sete em russo. A tradução literal do nome russo da cidade é "aos sete edifícios". O forte foi freqüentemente inundado durante as cheias do rio Irtich alimentado por neve derretida das montanhas do Altai. Em 1778, a guarnição e a fortaleza e foram transferidos 18 km a montante, para um lugar menos sujeito a inundações. A cidade cresce em torno do edifício forte, beneficiando economicamente com a sua posição sobre o rio e seu estatuto de base avançada do Império Russo para o comércio com os povos nômados da Ásia Central. Semipalatinsk segue um crescimento demografico continuo: 26 000 habitantes em 1897, 56 900 em 1926 106 700 1939, 156 100 1959, 259 000 em 1973 e 320 000 na última estimativa, de 1995. A cidade tem agora cerca de 400 000 habitantes.

## O centro de experimentação nuclear
Durante a época soviética, a cidade de Semipalatinsk, serviu como um centro para testes nucleares do Exército Vermelho. Os experimentações foram realizadas a 150 km a oeste da cidade, no meio da estepe cazaque no que é chamado de "O Polígono".
De 1949 até 1989, 468 explosões nucleares ocorreram na área de ensaio, incluindo 125 ao ar livre. A cidade manteve as infra-estruturas científicas e tecnológicas relacionadas com o seu estatuto de cidade-laboratório tal como uma universidade de bom nível. Em contra-partida Semei e seus arredores têm níveis de radiação extremamente alarmentes. O número de câncros, leucemias em crianças e malformações à nascença é igualmente assustador.
A radiação nuclear com origem no Polígono de Semipalatinsk causaria problemas de saúde a mais de 1 em 10 cazaques. Muitos bebês com malformações congênitais são abandonados por seus pais.

## De Semipalatinsk a Semei
Semipalatinsk, tornou-se Cazaque apos a independência do Cazaquistão, da Comunidade dos Estados Independentes em 1991, e muda de nome para Semei em 2007 por decreto do Presidente Nursultan Nazarbayev.
Semei era a capital da província de Semei até a fusão administrativa com o província do Cazaquistão Oriental em 1999. A capital da nova província é Oskemen.
Semei abriga uma Universidade Estadual e a Academia Estadual de Medicina.

## Clima
O clima em Semei é continental (grandes amplitudes térmicas sazonais) e seco. As precipitações são distribuídas uniformemente durante todo o ano, sendo julho o mês mais chuvoso, mas a precipitação total anual é baixa (268 milímetros / ano). A neve cobre o solo, em média, 132 dias por ano a partir de meados de Novembro até final de março. A altura de neve pode chegar a 126 centímetros no final do inverno.
- Registro de temperatura mínima: -48,6 °C (novembro de 1910)
- Registro de temperatura máxima: 42,5 °C (agosto de 2002)
- O número médio de dias de neve durante o ano: 86
- O número médio de dias chuvosos durante o ano: 86
- O número médio de dias com tempestade durante o ano: 22
- O número médio de dias com tempestade de neve durante o ano: 12

| Dados climatológicos para Semei | Dados climatológicos para Semei | Dados climatológicos para Semei | Dados climatológicos para Semei | Dados climatológicos para Semei | Dados climatológicos para Semei | Dados climatológicos para Semei | Dados climatológicos para Semei | Dados climatológicos para Semei | Dados climatológicos para Semei | Dados climatológicos para Semei | Dados climatológicos para Semei | Dados climatológicos para Semei | Dados climatológicos para Semei |
| Mês                             | Jan                             | Fev                             | Mar                             | Abr                             | Mai                             | Jun                             | Jul                             | Ago                             | Set                             | Out                             | Nov                             | Dez                             |                                 |
| ------------------------------- | ------------------------------- | ------------------------------- | ------------------------------- | ------------------------------- | ------------------------------- | ------------------------------- | ------------------------------- | ------------------------------- | ------------------------------- | ------------------------------- | ------------------------------- | ------------------------------- | ------------------------------- |
| Temperatura máxima média (°C)   | −9,7                            | −8,5                            | −1,3                            | 13,3                            | 21,5                            | 26,8                            | 28,5                            | 26,4                            | 20,4                            | 11,3                            | −0,1                            | −6,8                            |                                 |
| Temperatura mínima média (°C)   | −19,4                           | −19,4                           | −12,9                           | 0,2                             | 6,5                             | 12,0                            | 14,5                            | 11,6                            | 5,6                             | −0,5                            | −9,3                            | −15,8                           |                                 |
| Fonte:                          |                                 |                                 |                                 |                                 |                                 |                                 |                                 |                                 |                                 |                                 |                                 |                                 |                                 |

## Personalidades relacionadas a Semei
O escritor russo * Fiódor Dostoiévski passou 5 anos no exílio, em Semipalatinsk entre 1854 e 1859, como cabo no batalhão da sétima linha da guarnição.
- Abai Kunanbaiuli (1845-1904), pai da poesia moderna cazaque fez os estudos em Semipalatinsk.
- O pugilista ucraniano Wladimir Klitschko nasceu em Semipalatinsk, em 1976.